# Административно-территориальное деление Пермского края
Административно-территориальное деление Пермского края — разделение территории края в целях осуществления государственного управления на определенные части, в соответствии с которыми строится и функционирует система органов государственной власти.
Пермский край как субъект Российской Федерации самостоятельно определяет собственное административно-территориальное устройство в соответствии с Конституцией Российской Федерации, федеральными законами, Уставом края и законом Пермской области от 28 февраля 1996 года № 416-67 «Об административно-территориальном устройстве Пермского края», который регулирует порядок образования, преобразования и упразднения административно-территориальных единиц, установления и изменения их границ и наименований в Пермском крае.
Для осуществления местного самоуправления территория Пермского края разграничивается между муниципальными образованиями в соответствии с Федеральным законом от 6 октября 2003 года № 131-ФЗ «Об общих принципах организации местного самоуправления в Российской Федерации».

## Административно-территориальное устройство
Систему административно-территориального устройства Пермского края образуют следующие административно-территориальные единицы:
- Коми-Пермяцкий округ — административно-территориальная единица с особым статусом;
- 33 административных района, в том числе 6 районов в Коми-Пермяцком округе;
- 51 городской населённый пункт, в том числе:
  - 14 городов краевого значения, в том числе:
    - Пермь — административный центр Пермского края;
    - Кудымкар — административный центр Коми-Пермяцкого округа[5];

  - 11 городов районного значения;
  - 26 рабочих посёлков.
- 7 городских районов Перми;
- ЗАТО Звёздный;
- 3524 сельских населённых пункта.

Итого по краю: 3617 административно-территориальных единиц.

### Города краевого и районного значения

#### Города краевого значения
| №  | Название      | Код ОКАТО |
| -- | ------------- | --------- |
| 1  | Пермь         | 57 401    |
| 2  | Александровск | 57 405    |
| 3  | Березники     | 57 408    |
| 4  | Гремячинск    | 57 412    |
| 5  | Губаха        | 57 415    |
| 6  | Добрянка      | 57 416    |
| 7  | Кизел         | 57 418    |
| 8  | Краснокамск   | 57 420    |
| 9  | Кудымкар      | 57 421    |
| 10 | Кунгур        | 57 422    |
| 11 | Лысьва        | 57 427    |
| 12 | Соликамск     | 57 430    |
| 13 | Чайковский    | 57 435    |
| 14 | Чусовой       | 57 440    |

Цветом выделен город Кудымкар, который входит в Коми-Пермяцкий округ и является его административным центром.

#### Города районного значения
| №  | Название      | Код ОКАТО  |
| -- | ------------- | ---------- |
| 1  | Верещагино    | 57 212 501 |
| 2  | Горнозаводск  | 57 214 501 |
| 3  | Красновишерск | 57 226 501 |
| 4  | Нытва         | 57 234 501 |
| 5  | Оса           | 57 240 501 |
| 6  | Оханск        | 57 242 501 |
| 7  | Очёр          | 57 244 501 |
| 8  | Усолье        | 57 253 501 |
| 9  | Чердынь       | 57 256 501 |
| 10 | Чёрмоз        | 57 220 504 |
| 11 | Чернушка      | 57 257 501 |

### Административные районы
| №  | Название         | Код ОКАТО | Административный центр |
| -- | ---------------- | --------- | ---------------------- |
| 1  | Бардымский       | 57 204    | село Барда             |
| 2  | Берёзовский      | 57 206    | село Берёзовка         |
| 3  | Большесосновский | 57 208    | село Большая Соснова   |
| 4  | Верещагинский    | 57 212    | город Верещагино       |
| 5  | Гайнский         | 57 114    | посёлок Гайны          |
| 6  | Горнозаводский   | 57 214    | город Горнозаводск     |
| 7  | Еловский         | 57 218    | село Елово             |
| 8  | Ильинский        | 57 220    | посёлок Ильинский      |
| 9  | Карагайский      | 57 222    | село Карагай           |
| 10 | Кишертский       | 57 224    | село Усть-Кишерть      |
| 11 | Косинский        | 57 117    | село Коса              |
| 12 | Кочёвский        | 57 119    | село Кочёво            |
| 13 | Красновишерский  | 57 226    | город Красновишерск    |
| 14 | Кудымкарский     | 57 121    | город Кудымкар         |
| 15 | Куединский       | 57 228    | посёлок Куеда          |
| 16 | Кунгурский       | 57 230    | город Кунгур           |
| 17 | Нытвенский       | 57 234    | город Нытва            |
| 18 | Октябрьский      | 57 236    | пгт Октябрьский        |
| 19 | Ординский        | 57 238    | село Орда              |
| 20 | Осинский         | 57 240    | город Оса              |
| 21 | Оханский         | 57 242    | город Оханск           |
| 22 | Очёрский         | 57 244    | город Очёр             |
| 23 | Пермский         | 57 246    | город Пермь            |
| 24 | Сивинский        | 57 248    | село Сива              |
| 25 | Соликамский      | 57 250    | город Соликамск        |
| 26 | Суксунский       | 57 251    | пгт Суксун             |
| 27 | Уинский          | 57 252    | село Уинское           |
| 28 | Усольский        | 57 253    | город Усолье           |
| 29 | Частинский       | 57 255    | село Частые            |
| 30 | Чердынский       | 57 256    | город Чердынь          |
| 31 | Чернушинский     | 57 257    | город Чернушка         |
| 32 | Юрлинский        | 57 125    | село Юрла              |
| 33 | Юсьвинский       | 57 127    | село Юсьва             |

Цветом выделены районы Коми-Пермяцкого округа.

### ЗАТО
| № | Название | Код ОКАТО |
| - | -------- | --------- |
|   | Звёздный | 57 563    |

### Районы в городах
В Пермском крае 7 внутригородских районов, все они расположены в Перми.
| № | Название          | Код ОКАТО  |
| - | ----------------- | ---------- |
| 1 | Дзержинский       | 57 401 365 |
| 2 | Индустриальный    | 57 401 367 |
| 3 | Кировский         | 57 401 370 |
| 4 | Ленинский         | 57 401 372 |
| 5 | Мотовилихинский   | 57 401 375 |
| 6 | Орджоникидзевский | 57 401 378 |
| 7 | Свердловский      | 57 401 380 |

## Муниципальное устройство
По состоянию на начало 2025 года на территории Пермского края числится 43 муниципальных образования, в том числе:
- 3 городских округа;
- 40 муниципальных округов.

Территории муниципальных образований по большей части совпадают с соответствующими единицами административно-территориального устройства, за следующими исключениями:
- Березниковский муниципальный округ расположен на территории города краевого значения Березники и Усольского района;
- Губахинский муниципальный округ расположен на территории двух городов краевого значения: Губахи и Гремячинска.
- Кудымкарский муниципальный округ расположен на территории города краевого значения Кудымкара и Кудымкарского района;
- Кунгурский муниципальный округ расположен на территории города краевого значения Кунгура и Кунгурского района;
- Соликамский муниципальный округ расположен на территории города краевого значения Соликамска и Соликамского района.

### Муниципальные образования
| №        | Название             | Флаг | Герб | Площадь (км²) | Население (чел.) | Административный центр | Дата образования           |
| -------- | -------------------- | ---- | ---- | ------------- | ---------------- | ---------------------- | -------------------------- |
| 1e-06    | Городские округа     |      |      |               |                  |                        |                            |
| 1        | Пермский             |      |      | 799,68        | ↗1 027 521       | город Пермь            | 12 марта 2005              |
| 2        | Чайковский           |      |      | 2155,25       | ↘93 785          | город Чайковский       | 11 апреля 2018             |
| 3        | ЗАТО Звёздный        |      |      | 90,83         | ↘7512            | посёлок Звёздный       | 28 июня 2005               |
| 3.000002 | Муниципальные округа |      |      |               |                  |                        |                            |
| 4        | Александровский      |      |      | 5529,91       | ↘22 972          | город Александровск    | 8 июня 2019                |
| 5        | Бардымский           |      |      | 2382,31       | ↘26 401          | село Барда             | 18 ноября 2019             |
| 6        | Березниковский       |      |      | 5068,60       | ↘148 978         | город Березники        | 9 января 2005              |
| 7        | Берёзовский          |      |      | 1977,15       | ↘13 692          | село Берёзовка         | 8 июня 2019                |
| 8        | Большесосновский     |      |      | 2223,42       | ↘11 874          | село Большая Соснова   | 15 мая 2021                |
| 9        | Верещагинский        |      |      | 1618,93       | ↘39 102          | город Верещагино       | 11 марта 2019              |
| 10       | Гайнский             |      |      | 14 928,40     | ↘11 876          | посёлок Гайны          | 2 июля 2019                |
| 11       | Горнозаводский       |      |      | 7065,28       | ↘22 067          | город Горнозаводск     | 6 мая 2018                 |
| 12       | Губахинский          |      |      | 2334,00       | 45 245           | город Губаха           | 3 апреля 2022              |
| 13       | Добрянский           |      |      | 5192,58       | ↘47 730          | город Добрянка         | 6 апреля 2019              |
| 14       | Еловский             |      |      | 1448,67       | ↘8718            | село Елово             | 18 ноября 2019             |
| 15       | Ильинский            |      |      | 3069,44       | ↘17 130          | посёлок Ильинский      | 6 апреля 2019              |
| 16       | Карагайский          |      |      | 2394,03       | ↘20 192          | село Карагай           | 14 марта 2020              |
| 17       | Кизеловский          |      |      | 1390,11       | ↘17 530          | город Кизел            | 24 февраля 2018            |
| 18       | Кишертский           |      |      | 1400,01       | ↘11 074          | село Усть-Кишерть      | 09 декабря 2019            |
| 19       | Косинский            |      |      | 3445,46       | ↘5685            | село Коса              | 2 июля 2019                |
| 20       | Кочёвский            |      |      | 2718,07       | ↘9469            | село Кочёво            | 2 июля 2019                |
| 21       | Красновишерский      |      |      | 15 375,54     | ↘17 604          | город Красновишерск    | 6 апреля 2019              |
| 22       | Краснокамский        |      |      | 954,359       | ↘66 475          | город Краснокамск      | 8 апреля 2018              |
| 23       | Кудымкарский         |      |      | 4741,30       | 79129            | город Кудымкар         | 2 июля 2019 7 февраля 2022 |
| 24       | Куединский           |      |      | 2616,72       | ↘23 317          | посёлок Куеда          | 17 мая 2020                |
| 25       | Кунгурский           |      |      | 4460,17       | 104138           | город Кунгур           | 22 декабря 2020            |
| 26       | Лысьвенский          |      |      | 3730,52       | ↘61 656          | город Лысьва           | 16 декабря 2011            |
| 27       | Нытвенский           |      |      | 1655,14       | ↘37 780          | город Нытва            | 7 мая 2019                 |
| 28       | Октябрьский          |      |      | 3444,51       | ↘24 270          | пгт Октябрьский        | 6 апреля 2019              |
| 29       | Ординский            |      |      | 1419,90       | ↘14 149          | село Орда              | 8 июня 2019                |
| 30       | Осинский             |      |      | 2057,38       | ↘26 446          | город Оса              | 11 марта 2019              |
| 31       | Оханский             |      |      | 1513,12       | ↘14 240          | город Оханск           | 6 мая 2018                 |
| 32       | Очёрский             |      |      | 1333,57       | ↘22 456          | город Очёр             | 6 апреля 2019              |
| 33       | Пермский             |      |      | 3753,05       | ↗128 718         | город Пермь            | 9 мая 2022                 |
| 34       | Сивинский            |      |      | 2516,44       | ↘12 059          | село Сива              | 14 марта 2020              |
| 35       | Соликамский          |      |      | 5645,00       | ↘99 400          | город Соликамск        | 19 декабря 2004            |
| 36       | Суксунский           |      |      | 1677,56       | ↘18 289          | пгт Суксун             | 11 марта 2019              |
| 37       | Уинский              |      |      | 1555,34       | ↘9885            | село Уинское           | 2 июля 2019                |
| 38       | Частинский           |      |      | 1629,61       | ↘11 958          | село Частые            | 14 марта 2020              |
| 39       | Чердынский           |      |      | 20 872,92     | ↘15 097          | город Чердынь          | 6 апреля 2019              |
| 40       | Чернушинский         |      |      | 1676,69       | ↘50 585          | город Чернушка         | 11 марта 2019              |
| 41       | Чусовской            |      |      | 3496,04       | ↘64 392          | город Чусовой          | 6 апреля 2019              |
| 42       | Юрлинский            |      |      | 3831,11       | ↘8631            | село Юрла              | 2 июля 2019                |
| 43       | Юсьвинский           |      |      | 3080,56       | ↘16 457          | село Юсьва             | 2 июля 2019                |

### Бывшие муниципальные образования
| Муниципальный район | Дата упразднения           | Преемник                             | Комментарий |
| ------------------- | -------------------------- | ------------------------------------ | --- |
| Александровский     | 8 июня 2019                | Александровский муниципальный округ  | В состав округа вошли Александровское, Всеволодо-Вильвенское и Яйвинское городские поселения, а также единственное сельское поселение                                                                                                |
| Бардымский          | 18 ноября 2019             | Бардымский муниципальный округ       | Все сельские поселения района вошли в состав округа |
| Берёзовский         | 8 июня 2019                | Берёзовский муниципальный округ      | Все сельские поселения района вошли в состав округа |
| Большесосновский    | 14 мая 2021                | Большесосновский муниципальный округ | Все сельские поселения района вошли в состав округа |
| Верещагинский       | 11 марта 2019              | Верещагинский городской округ        | Все сельские поселения района, а также Верещагинское городское поселение вошли в состав округа |
| Гайнский            | 2 июля 2019                | Гайнский муниципальный округ         | Все сельские поселения района вошли в состав округа |
| Горнозаводский      | 9 июня 2018                | Горнозаводский городской округ       | 23 апреля 2018 года был подписан закон о преобразовании Горнозаводского городского поселения в городской округ, а 28 мая 2018 — закон об объединении сельских поселений района с новым городским округом                             |
| Гремячинский        | 9 мая 2018                 | Гремячинский городской округ         | 9 февраля 2018 года был подписан закон о преобразовании Гремячинского городского поселения в городской округ, а 27 апреля 2018 — закон об объединении сельских поселений района с новым городским округом                            |
| Губахинский         | 14 сентября 2012           | Городской округ «Город Губаха»       | 6 июня 2012 года был подписан закон о преобразовании Губахинского городского поселения в городской округ, а 28 августа 2012 — закон об объединении входивших в состав района поселений с новым городским округом                     |
| Добрянский          | 6 апреля 2019              | Добрянский городской округ           | Все сельские поселения района, а также Добрянское и Полазненское городские поселения вошли в состав округа |
| Еловский            | 18 ноября 2019             | Еловский муниципальный округ         | Все сельские поселения района вошли в состав округа |
| Ильинский           | 6 апреля 2019              | Ильинский городской округ            | Все сельские поселения района, а также Чермозское городское поселение вошли в состав округа |
| Карагайский         | 14 марта 2020              | Карагайский муниципальный округ      | Все сельские поселения района вошли в состав округа |
| Кизеловский         | 9 мая 2018                 | Городской округ «Город Кизел»        | 9 февраля 2018 года был подписан закон о преобразовании Кизеловского городского поселения в городской округ, а 27 апреля — закон об объединении сельских поселений района с новым городским округом                                  |
| Кишертский          | 9 декабря 2019             | Кишертский муниципальный округ       | Все сельские поселения района вошли в состав округа |
| Косинский           | 2 июля 2019                | Косинский муниципальный округ        | Все сельские поселения района вошли в состав округа |
| Кочёвский           | 2 июля 2019                | Кочёвский муниципальный округ        | Все сельские поселения района вошли в состав округа |
| Красновишерский     | 6 апреля 2019              | Красновишерский городской округ      | Все сельские поселения района, а также Красновишерское городское поселение вошли в состав округа |
| Краснокамский       | 9 июня 2018                | Краснокамский городской округ        | 26 марта 2018 года был подписан закон о преобразовании Краснокамского городского поселения в городской округ, а 28 мая — закон об объединении сельских поселений района и Оверятского городского поселения с новым городским округом |
| Кудымкарский        | 2 июля 2019 7 февраля 2022 | Кудымкарский муниципальный округ     | Все сельские поселения района вошли в состав округа Город Кудымкар вошёл в состав округа |
| Куединский          | 17 мая 2020                | Куединский муниципальный округ       | Все сельские поселения района вошли в состав округа |
| Кунгурский          | 22 декабря 2020            | Кунгурский муниципальный округ       | Все сельские поселения района были объединены с городом Кунгуром, которому был присвоен статус муниципального округа |
| Лысьвенский         | 16 декабря 2011            | Лысьвенский городской округ          | Все сельские поселения района, а также Лысьвенское городское поселение вошли в состав округа |
| Нытвенский          | 7 мая 2019                 | Нытвенский городской округ           | Все сельские поселения района, а также Новоильинское, Нытвенское и Уральское городские поселения вошли в состав округа |
| Октябрьский         | 6 апреля 2019              | Октябрьский городской округ          | Все сельские поселения района, а также Октябрьское и Сарасинское городские поселения вошли в состав округа |
| Ординский           | 8 июня 2019                | Ординский муниципальный округ        | Все сельские поселения района вошли в состав округа |
| Осинский            | 11 марта 2019              | Осинский городской округ             | Все сельские поселения района, а также Осинское городское поселение вошли в состав округа |
| Оханский            | 9 июня 2018                | Оханский городской округ             | 23 апреля 2018 года был подписан закон о преобразовании Оханского городского поселения в городской округ, а 28 мая — закон об объединении сельских поселений района с новым городским округом                                        |
| Очёрский            | 6 апреля 2019              | Очёрский городской округ             | Все сельские поселения района, а также Очёрское и Павловское городские поселения вошли в состав округа |
| Сивинский           | 14 марта 2020              | Сивинский муниципальный округ        | Все сельские поселения района вошли в состав округа |
| Соликамский         | 9 июня 2018                | Соликамский городской округ          | Все сельские поселения района вошли в состав Соликамского городского округа, который был образован в 2004 году |
| Суксунский          | 11 марта 2019              | Суксунский городской округ           | Все сельские поселения района, а также Суксунское городское поселение вошли в состав округа |
| Уинский             | 2 июля 2019                | Уинский муниципальный округ          | Все сельские поселения района вошли в состав округа |
| Усольский           | 2 июля 2018                | Городской округ «Город Березники»    | Все сельские поселения района, а также Усольское городское поселение вошли в состав городского округа, образованного в 2004 году |
| Чайковский          | 9 июня 2018                | Чайковский городской округ           | 26 марта 2018 года был подписан закон о преобразовании Чайковского городского поселения в городской округ, а 28 мая — закон об объединении сельских поселений района с новым городским округом                                       |
| Частинский          | 14 марта 2020              | Частинский муниципальный округ       | Все сельские поселения района вошли в состав округа |
| Чердынский          | 6 апреля 2019              | Чердынский городской округ           | Все сельские поселения района, а также Чердынское и Ныробское городские поселения вошли в состав округа |
| Чернушинский        | 11 марта 2019              | Чернушинский городской округ         | Все сельские поселения района, а также Чернушинское городское поселение вошли в состав округа |
| Чусовской           | 6 апреля 2019              | Чусовской городской округ            | Все сельские поселения района, а также Чусовское городское поселение вошли в состав округа |
| Юрлинский           | 2 июля 2019                | Юрлинский муниципальный округ        | Все сельские поселения района вошли в состав округа |
| Юсьвинский          | 2 июля 2019                | Юсьвинский муниципальный округ       | Все сельские поселения района вошли в состав округа |
| Пермский            | 9 мая 2022                 | Пермский муниципальный округ         | Все сельские поселения района вошли в состав округа |

## История

### Административно-территориальное устройство
При образовании Пермской области в 1938 году она включала Бардымский, Берёзовский, Больше-Сосновский, Верещагинский, Верхне-Городковский, Верхне-Муллинский, Ворошиловский, Добрянский, Еловский, Карагайский, Кишертский, Краснокамский, Куединский, Кунгурский, Ныробский, Нытвенский, Ординский, Осинский, Оханский, Очёрский, Пермско-Ильинский, Пермско-Сергинский, Сивинский, Соликамский, Суксунский, Уинский, Усинский, Фокинский, Частинский, Чердынский, Чермозский, Черновской, Чернушинский и Щучье-Озерский районы, города областного подчинения Пермь, Кизел, Лысьва и Чусовой; а также Коми-Пермяцкий национальный округ в составе Гайнского, Косинского, Кочевского, Кудымкарского, Юрлинского и Юсьвинского районов и города окружного подчинения Кудымкар.
В 1939 году статус городов областного подчинения получил Березники, Краснокамск и Соликамск. Упразднён Краснокамский район.
8 марта 1940 года Пермская область была переименована в Молотовскую, а город Пермь — в город Молотов.
13 января 1941 года были образованы Красновишерский, Лысьвенский, Юго-Осокинский и Белоевский районы (последний — в Коми-Пермяцком НО).
22 марта 1941 года Губаха получила статус города областного подчинения.
13 мая 1941 года Кунгур получил статус города областного подчинения.
В 1942 году были образованы Александровский и Половинковский районы, а в 1943 — Нердвинский район.
21 августа 1943 года город Молотов был переведён из областного подчинения в республиканское (РСФСР).
10 июня 1946 года был образован город областного подчинения Половинка, а Половинковский район упразднён.
22 мая 1948 года был упразднён Лысьвенский район.
В 1949 году были образованы города областного подчинения Боровск, Гремячинск и Коспаш.
В 1951 году был образован город областного подчинения Александровск (Александровский район при этом был упразднён), а город Половинка был переименован в Углеуральск.
В 1952 году был образован Григорьевский район, а Юго-Осокинский район переименован в Калининский.
В 1955 году были упразднены Кудымкарский район Коми-Пермяцкого национального округа, Кунгурский и Соликамский районы, а в 1956 году был упразднён Григорьевский район.
В 1957 году Ворошиловский район был переименован в Усольский.
2 октября 1957 года Молотовская область была переименована в Пермскую, а город республиканского подчинения Молотов — в Пермь.
3 июня 1958 года город Пермь был переведён из республиканского (РСФСР) подчинения в областное.
В 1959 году были упразднены Белоевский (Коми-Пермяцкий НО), Верхне-Городковский, Калининский, Нердвинский, Ныробский, Пермско-Сергинский, Усинский, Чермозский и Черновской районы. Образованы Кудмыкарский (Коми-Пермяцкий НО), Кунгурский, Соликамский и Чусовской районы. Пермско-Ильинский район был переименован в Ильинский, а Усольский — в Березниковский. Город Углеуральск был присоединён к городу Губаха, а город Боровск — к городу Соликамску. Город Коспаш был упразднён.
В 1960 году Щучье-Озерский район был переименован в Октябрьский, а в 1962 году Фокинский район был переименован в Чайковский.
В ходе реформы административного деления 1962—1963 годов территория области была разделена на города областного подчинения, промышленные и сельский районы. На 1 июля 1963 года область включала:
- города областного подчинения: Александровск (все поссоветы и сельсоветы), Березники (город Усолье, р.п. Орёл, Зырянский, Троицкий и Пыскорский с/с), Гремячинск (все поссоветы), Губаха (все поссоветы), Кизел (все поссоветы), Краснокамск (все поссоветы), Кунгур (все поссоветы), Лысьва (все поссоветы), Пермь, Соликамск, Чайковский, Чусовой
- промышленные районы: Добрянский, Красновишерский, Нытвенский
- сельские районы: Верещагинский, Ильинский, Куединский, Кунгурский, Осинский, Очерский, Пермский, Соликамский, Частинский, Чердынский, Чернушинский
- Коми-Пермяцкий НО: город окружного подчинения Кудымкар; Гайнский промышленный район; Косинский, Кочевский, Кудымкарский, Юрлинский, Юсьвинский сельские районы.

В 1964 году были образованы Суксунский и Чусовской сельские районы.
12 января 1965 года все сельские и промышленные районы были преобразованы в обычные районы. Одновременно были созданы Бардымский, Березовский, Карагайский, Лысьвеский, Октябрьский, Ординский, Оханский, Сивинский, Усольский и Чайковский районы.
В конце 1965 года были образованы Горнозаводский, Еловский и Кишертский районы, в 1966 — Уинский район, а в 1968 — Большесосновский.
В 1993 году был упразднён Добрянский район, в 1994 — Чайковский (Добрянка и Чайковский при этом стали городами областного подчинения, с 1996 года областного значения), а в 2001 — Лысьвенский и Чусовской (соответственно, стали городами областного значения).

### Муниципальное самоуправление
В 2004—2005 годах муниципалитеты Пермской области начинают получать статусы муниципальных образований, предусмотренные реформой местного самоуправления (2003—2009). Одним из первых статус городского округа получил город Соликамск в декабре 2004 года. К 2006 году на территории Пермского края было 363 муниципальных образования: 6 городских округов и 42 муниципальных района, состоящих из 34 городских и 281 сельского поселения.

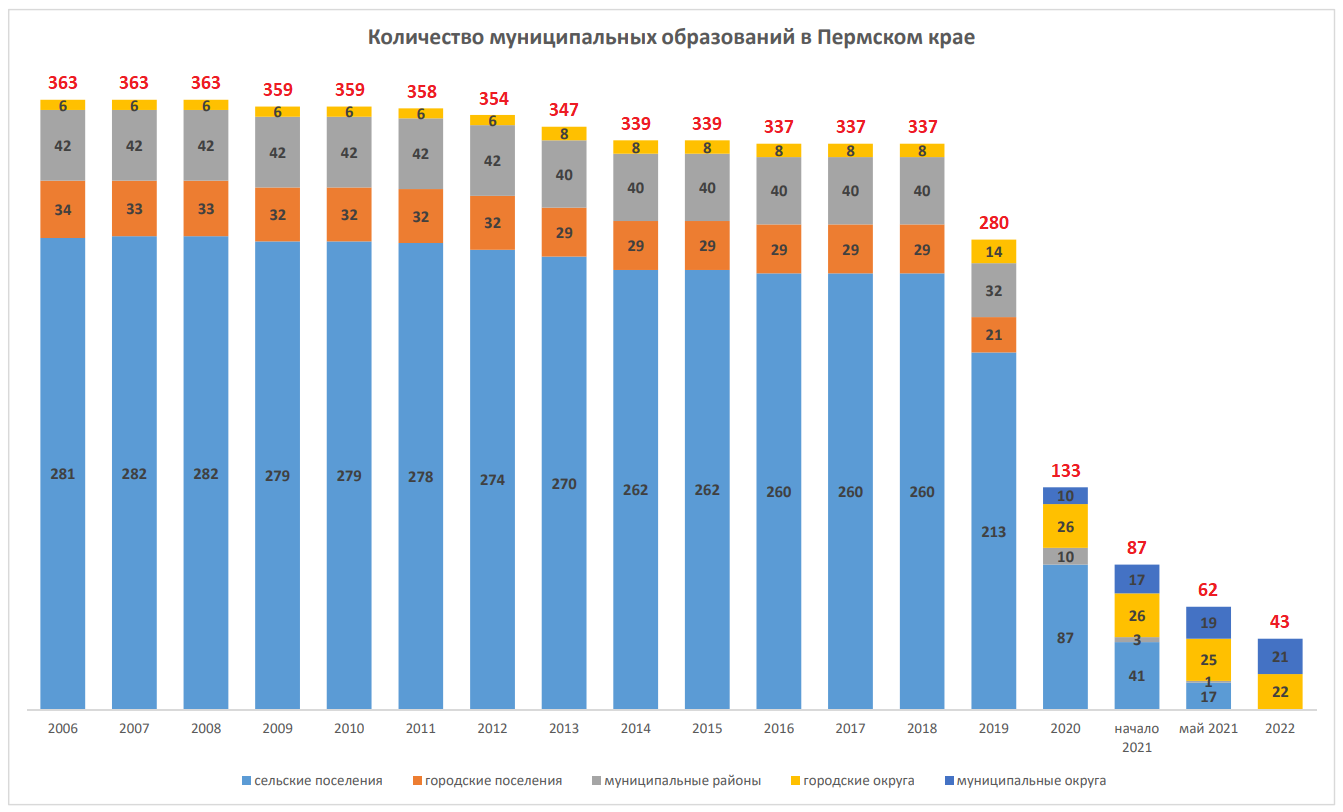
Динамика изменения количества муниципальных образований в Пермском крае (2006—2022)

С 2008 года обозначилась тенденция на укрупнение муниципальных образований. С 2008 по 2015 год в Пермском крае в границах бывших районов были созданы 2 городских округа (Лысьвенский и Губахинский), в 7 муниципальных районах объединялись между собой поселения. В результате к концу 2015 года в Пермском крае осталось 337 муниципалитетов: 8 городских округов, 40 муниципальных районов, 29 городских и 260 сельских поселений.
Процессы укрупнения муниципалитетов в Пермском крае значительно ускорились после внесения в 2017 году изменений в Федеральный закон «Об общих принципах организации местного самоуправления в Российской Федерации». В частности стало возможным объединять поселения с городским округом, а согласие жителей получать через депутатов, а не через референдум. В апреле—мае 2018 года было создано 6 городских округов: Кизеловский, Гремячинский, Чайковский, Краснокамский, Оханский и Горнозаводский. В июне того же года к городскому округу Березники были присоединены поселения Усольского района, а поселения Соликамского района — к городскому округу Соликамск. В результате к 1 января 2019 года на территории Пермского края осталось 280 муниципальных образований: 14 городских округов, 32 муниципальных района, 21 городской и 213 сельских поселений.
За первые четыре месяца 2019 года в городские округа были преобразованы территории Верещагинского, Добрянского, Ильинского, Красновишерского, Нытвенского, Октябрьского, Осинского, Очерского, Суксунского, Чердынского, Чернушинского и Чусовского муниципальных районов.
В мае 2019 года были внесены очередные изменения в Федеральный закон «Об общих принципах организации местного самоуправления в Российской Федерации»: были созданы правовые основы для развития одноуровневой системы муниципального управления в сельских территориях, появился новый вид муниципалитета — муниципальный округ. Пермский край был среди лидеров-регионов по созданию муниципальных округов, в 2019 году были организованы: Александровский, Бардымский, Берёзовский, Гайнский, Еловский, Кишертский, Косинский, Кочёвский, Кудымкарский, Ординский, Уинский, Юрлинский и Юсьвинский муниципальные округа. В результате продолжившейся политики укрупнения муниципалитетов к 1 января 2020 года на территории Пермского края осталось 111 муниципальных образований: 26 городских округов, 13 муниципальных округов, 7 муниципальных районов, состоящих из 65 сельских поселений. К 2020 году в Пермском крае не осталось ни одного городского поселения.
Процесс укрупнения муниципалитетов подавался властями как оптимизация двухуровневой системы как в плане управления, так и бюджетного потенциала. В качестве плюсов указывались: консолидация финансовых и кадровых ресурсов, сокращение расходов на аппарат управления, повышение ответственности глав и депутатов, рост эффективности использования бюджетных средств. В то же время бурная деятельность властей по ликвидации сельских поселений вызывала обеспокоенность местных политологов и правозащитников. В частности указывалось на то, что фактически ликвидируется сельское местное самоуправление, что преобразования происходят без учёта реального мнения населения. В качестве примера приводилась ситуация с Полазной — посёлка с населением около 13 тысяч человек, жители которого в короткие сроки собрали более 6 тысяч подписей против включения посёлка в Добрянский городской округ, но депутаты законодательного собрания всё равно проголосовали за присоединение. Отмечалось, что форсирование процессов в Пермском крае не характерно для российских регионов в целом и что региональная муниципальная реформа связана исключительно с волей руководства региона.
Несмотря на критику процесс укрупнения муниципалитетов был продолжен. В 2020 году были преобразованы в муниципальные округа: Карагайский, Куединский, Сивинский, Частинский муниципальные районы. Кунгурский городской округ был объединён с Кунгурским муниципальным районом в единый муниципальный округ. В начале 2021 года Большесосновский муниципальный район преобразован в муниципальный округ. К маю 2021 года на территории Пермского края осталось 62 муниципальных образования. В апреле-мае 2022 года упразднён последний муниципальный район (Пермский) и последние в его составе муниципальные образования нижнего уровня (сельские поселения), доведя общее число муниципальных образований в крае до 43.
В связи с изменениями требований к городским округам с 1 января 2025 года 19 городских округов были наделены статусом муниципального округа. Таким образом в Пермском крае осталось 3 городских округа (Пермь, Чайковский городской округ и ЗАТО Звёздный), остальные 40 муниципальных образований являются муниципальными округами.